# Messier 49
Messier 49 (M49 / NGC 4472) is een elliptisch sterrenstelsel in het sterrenbeeld Maagd (Virgo). Ontdekt door Charles Messier in 1771, M49 is het helderste sterrenstelsel in de Virgocluster en heeft naar schatting ongeveer 200 miljard sterren.
De diameter van M49 is ongeveer 160.000 lichtjaar. De vermoedelijke supernova 1969Q werd in 1969 in dit stelsel ontdekt.